# Alchemilla szaferi
Alchemilla szaferi är en rosväxtart som beskrevs av Pawl.. Alchemilla szaferi ingår i släktet daggkåpor, och familjen rosväxter. Inga underarter finns listade i Catalogue of Life.